# Le Septième Jour de Saint-Malo
Le Septième Jour de Saint-Malo est un film français réalisé par Paul Mesnier, sorti en 1960. Inspiré du récit de Joseph Baladre, ancien otage dans le fort National, Le Septième Jour de Saint-Malo se veut une fidèle reconstitution du malheur qui frappa cette ville en août 1944, au moment de la libération.

## Synopsis
Août 1944, quelques jours avant le débarquement, Tony, officier britannique, et François, guide malouin, arrivent à Saint-Malo, ville dont le réseau de résistance se nomme "Juvénile". Pour éviter une insurrection, le capitaine Hoffmann, commandant la place de Saint-Malo, ordonne que tous les hommes de la ville soient emprisonnés au Fort National. Tony et François sont également arrêtés. Les Allemands sont inquiets: parmi les prisonniers s'est glissé un agent ennemi. À la faveur des bombardements, les prisonniers retrouvent la liberté et Tony et François rejoignent les forces anglo-saxonnes.

## Fiche technique
- Titre : Le Septième Jour de Saint-Malo
- Réalisation : Paul Mesnier
- Scénario : Paul Mesnier et Jean Michaud
- Dialogues : Jean Michaud
- Photographie : Marcel Weiss
- Son : Jean Lecoq
- Musique : Louiguy
- Montage : Bruno Negri
- Sociétés de production : Société Le Septième Jour - COGECO
- Pays d'origine :  France
- Durée : 85 minutes
- Date de sortie : 19 avril 1960
- Affiche : Guy-Gérard Noël (France)

## Distribution
- Roland Lesaffre
- Andrée Servilange
- Jean-Pierre Kérien
- Reinhard Kolldehoff
- Annie Andrel
- Charles Lemontier
- François Maistre
- René Hiéronimus
- Alain Bouvette
- Alan Scott
- Jean-Pierre Zola